# Erlend Mamelund
Erlend Mamelund (* 1. Mai 1984 in Bærum) ist ein ehemaliger norwegischer Handballspieler.

## Karriere
Mamelund, der für den norwegischen Erstligisten Haslum HK spielte und für die norwegische Männer-Handballnationalmannschaft (Rückennummer 11) auflief, wurde meist als linker Rückraumspieler eingesetzt. Seine Geschwister Håvard und Linn Therese spielten ebenfalls Handball in der höchsten norwegischen Liga.
Er begann in seiner Heimatstadt Bærum mit dem Handballspiel. 2001 wechselte er zum norwegischen Verein Haslum HK, mit dem er in der norwegischen Postenligaen debütierte und 2005 Meister und Pokalsieger wurde. 2007 wechselte Mamelund in die deutsche Handball-Bundesliga zur HSG Nordhorn-Lingen. Nach der Winterpause der Saison 2008/09 wechselte er im Februar zur SG Flensburg-Handewitt. Diese verließ er jedoch am Ende der Spielzeit 2008/09 in Richtung FCK Håndbold. Nach einer Spielzeit in Kopenhagen kehrte er nach Haslum zurück. In der Spielzeit 2010/11 wurde Mamelund norwegischer Meister, Pokalsieger und mit 185 Toren Torschützenkönig der Eliteserie. In der folgenden Spielzeit 2011/12 wurde er erneut Pokalsieger und zum Spieler des Jahres gewählt. Ab dem Sommer 2012 lief er für den französischen Erstligisten Montpellier AHB auf. Im Januar 2013 wurde sein Vertrag mit Montpellier aufgelöst und er kehrte zu Haslum HK zurück. 2014 wurde er erneut Torschützenkönig der norwegischen Liga. Im Sommer 2015 wechselte er zum THW Kiel. Mamelund kehrte nach einer Saison in Kiel wieder zu Haslum HK zurück. Nach der Saison 2016/17 beendete er seine Karriere. Im September 2017 gab er für Haslum sein Comeback. Nach der Saison 2017/18 wurde er Co-Trainer bei Haslum HK. Anfang des Jahres 2024 übernahm er das Traineramt von Haslum.
Erlend Mamelund hat 137 Länderspiele für die norwegische Männer-Handballnationalmannschaft bestritten und nahm mit Norwegen auch an den Weltmeisterschaften 2007 in Deutschland und 2009 in Kroatien teil.

## Privates
Erlend Mamelund ist mit der norwegischen Handballnationalspielerin Karoline Næss verheiratet.

## Erfolge
- EHF-Pokal 2008
- Dänischer Pokal 2010
- Norwegischer Meister 2005, 2011
- Norwegischer Pokal 2005, 2011, 2012
- Torschützenkönig in Norwegen 2011, 2014
- Spieler des Jahres in Norwegen 2012